# HD 20782 b
HD 20782 b – planeta pozasłoneczna orbitująca wokół gwiazdy HD 20782 w średniej odległości 1,381 au. Jest gazowym olbrzymem o masie równej co najmniej 1,9 masy Jowisza. Orbita tej planety jest bardzo silnie wydłużona.